# Octógono

Un octógono regular y sus ángulos principales

Un octógono u octágono es una figura plana con ocho lados y ocho vértices.

## Características
Un octágono tiene 20 diagonales, resultado que se puede obtener aplicando la ecuación general para determinar el número de diagonales de un polígono, {\displaystyle D=n(n-3)/2}; siendo el número de lados {\displaystyle n=8}, se tiene:
{\displaystyle D={\frac {8(8-3)}{2}}=20}
La suma de todos los ángulos internos de cualquier octógono es 1080 grados o {\displaystyle 6\pi } radianes.

## Octógono regular

Construcción de un octógono regular con regla y compás

Un octógono regular es un polígono regular de ocho lados, por tanto, tiene sus lados y ángulos iguales (congruentes) y los lados se unen formando un ángulo de 135° o {\displaystyle 3\pi /4} rad. Cada ángulo externo del octógono regular mide 45° o {\displaystyle \pi /4} rad.
Para obtener el perímetro P de un octógono regular, multiplíquese la longitud t de uno de sus lados por ocho (el número de lados n del polígono).

{\displaystyle P=n\cdot t=8\ t}

pero si solo se conoce la longitud de la apotema del polígono,a, el valor del perímetro será:

{\displaystyle P=16a({\sqrt {2}}-1)}

La apotema en función del lado del polígono, {\displaystyle t}, es
{\displaystyle a={\frac {t}{2}}\cdot {\frac {\sin(67.5^{\circ })}{\sin(22.5^{\circ })}}={\frac {t}{2}}\cdot \cot(\pi /8)}
El área A de un octógono regular de lado t se calcula mediante la fórmula:

Octógono regular

{\displaystyle A={\frac {8t^{2}}{4\tan({\frac {\pi }{8}})}}\simeq 4.8284\ t^{2},}

donde {\displaystyle \pi } es la constante pi y {\displaystyle \tan } es la función tangente calculada en radianes.
Si se conoce la longitud del apotema a del polígono, una alternativa para calcular el área es:

{\displaystyle A={\frac {P\cdot a}{2}}={\frac {8t\cdot a}{2}}=4\cdot t\cdot a}

Si solo se conoce el lado t, se puede calcular el área con la siguiente fórmula:

{\displaystyle A=2t^{2}(1+{\sqrt {2}})}

O bien, si solo se conoce la apotema a,
{\displaystyle A=8\cdot a^{2}\cdot {\frac {\sin(22.5^{\circ })}{\sin(67.5^{\circ })}}=8\cdot a^{2}\cdot \tan(\pi /8)\simeq a^{2}\cdot 3.31371}

El símbolo de Schläfli del octógono regular es {8}.

## Octágono irregular
Un octágono irregular es una figura plana de 8 lados con longitudes y ángulos desiguales. Esto significa que hay una enorme variación posible de combinación de longitudes y ángulos, el número de octógonos irregulares posibles es virtualmente infinito.
Se calculan las áreas de los ocho triángulos. El área del primer triángulo es:

{\displaystyle A={\frac {L_{1}\cdot h_{1}}{2}}}

Se utiliza la misma fórmula para calcular el área de los otros siete triángulos.
Se suman las ocho áreas y se obtiene el área del octágono irregular: El octágono irregular tiene algunos o todos sus ángulos interiores desiguales. La fórmula de su perímetro es la suma de la longitud de sus ocho lados:

{\displaystyle P=L_{1}+L_{2}+\ldots +L_{8}}

donde L1, L2, ..., L8 son los lados del octágono. También se puede expresar como:

{\displaystyle P=\sum _{k=1}^{8}L_{k}}